# ميغيل ميراندا
ميغيل ميراندا (بالإسبانية: Miguel Miranda) (13 أغسطس 1966 بليما في بيرو - 6 مارس 2021) هو مدرب كرة قدم ولاعب كرة قدم بيروفي في مركز حراسة المرمى. شارك مع منتخب بيرو لكرة القدم. أما مع النوادي، فقد لعب مع الجامعي دي بيرو وخوان أوريتش ونادي سبورتينغ كريستال ونادي غوانغجو آر أند إف وديبورتيفو مانيسيبال ‏ وديبورتيفو وانكا وإستيودانتس دي مديسيني ‏ وكورونل بولوجنسي ونادي جامعة كاخاماركا التقنية ‏.

## وصلات خارجية
- ميغيل ميراندا على موقع الاتحاد الدولي (مؤرشف)  (الإنجليزية)
- ميغيل ميراندا على موقع قاعدة بيانات كرة القدم.إي يو (الإنجليزية)
- ميغيل ميراندا على موقع ناشيونال فوتبول تيمز (الإنجليزية)
- ميغيل ميراندا على موقع عالم كرة القدم.نت (الإنجليزية)